# Tegenaria beyazcika
Espèce
Tegenaria beyazcika est une espèce d'araignées aranéomorphes de la famille des Agelenidae.

## Distribution
Cette espèce est endémique de la province d'Antalya en Turquie. Elle se rencontre vers Alanya.

## Description
Le mâle holotype mesure 4,00 mm.

## Systématique et taxinomie
Cette espèce a été décrite par Zamani, Kaya et Marusik en 2024.

## Publication originale
- Zamani, Kaya & Marusik, 2024 : « New taxonomic and faunistic data on the funnel-weavers (Araneae, Agelenidae) of Turkiye and the Caucasus, with five new species. » ZooKeys, vol. 1218, p. 251-286 (texte intégral).